# 織田長頼
織田 長頼（おだ ながより）は、江戸時代前期の大名。大和国宇陀松山藩3代藩主。通称は右近。官位は従四位下・侍従、伊豆守、山城守。高長系織田家2代。

## 生涯
元和6年（1620年）、織田高長の次男として加賀国にて誕生した。この頃の高長は前田家の臣であり、独立した大名ではない。
寛永7年（1630年）、高長の父・信雄が死去した。信雄の事実上の隠居料であった宇陀松山3万1200石を高長が相続したことにより、長頼は大名家の嫡子となる。
慶安元年（1648年）12月晦日、従四位下に叙任する。後に侍従に任官する。万治2年（1659年）12月23日、高長の隠居によって家督を相続する。翌年9月3日、弟長政に3000石を分け与える。これにより、宇陀松山藩の石高は2万8235石余となる。なお、長政は幕府の交代寄合に加えられる。長政の子の信明は、高家旗本になる。
『徳川実紀』には、3代将軍・徳川家光の名家優遇の逸話として、無官であった長頼を信長の子孫にあたることから正月に単独で拝賀させたことを記している。また、寛文5年（1665年）4月17日、弟・信久と共に江戸城紅葉山における八講会の予参を務めている。こうしたことも国主に準じた待遇であったことを示している。

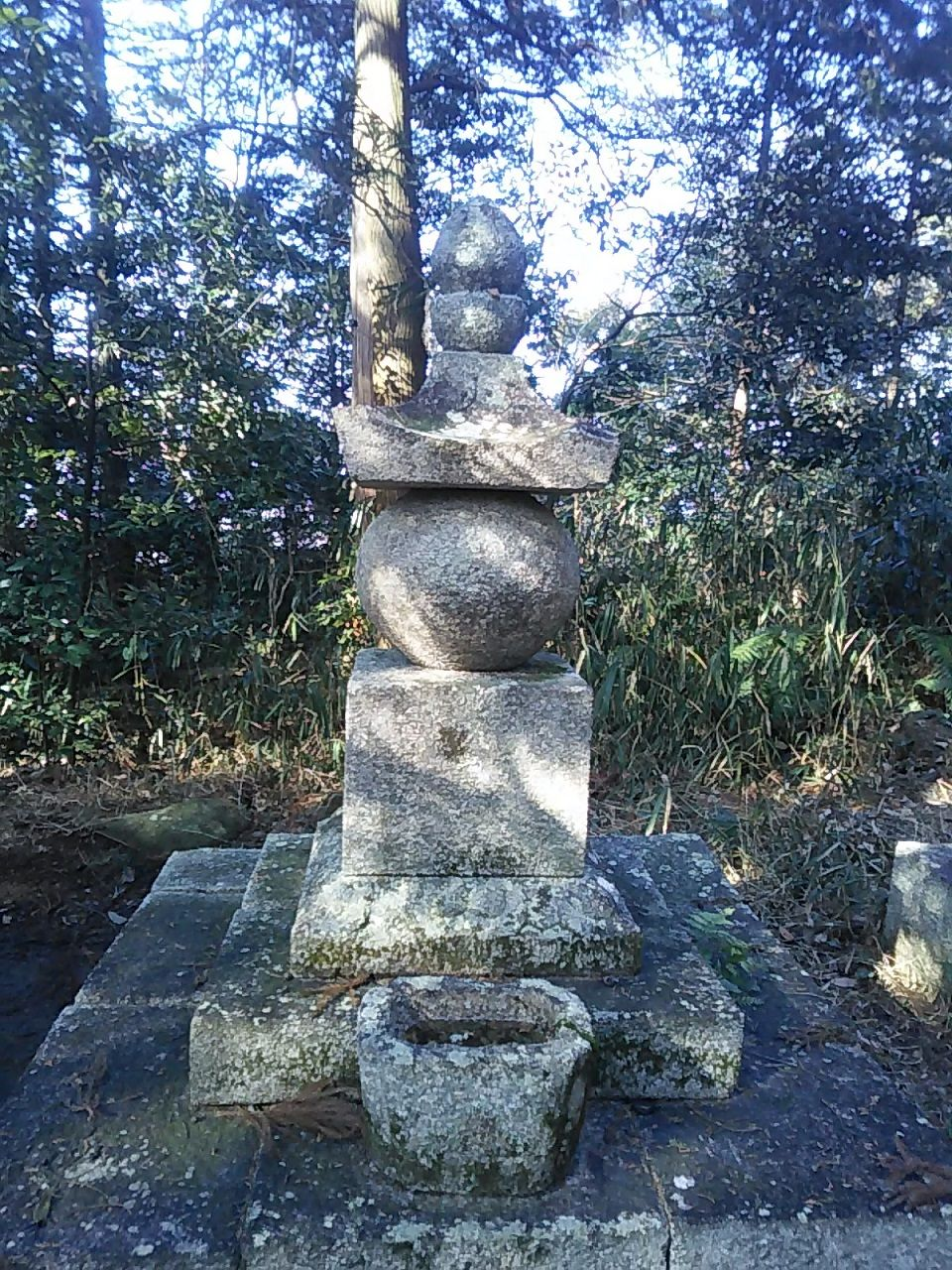
織田長頼の墓(近江八幡市・安土城跡)

寛文11年（1671年）、領内の春日村に新たな陣屋を建築した。「松山新陣屋」と称された。貞享5年（1688年）9月12日、松山城下に一族の織田長清、秀親らを招き、能を催した。元禄2年（1689年）2月22日、5代将軍・徳川綱吉に招かれて登城し、能を見物、自身も舞った。同年4月3日に江戸で死去、享年70。松山の徳源寺に葬られた。後に近江国安土城跡に改葬される。

## 系譜
- 父：織田高長
- 母：富田氏娘
- 正室：金森重頼娘
- 妻：津川氏娘
  - 長男：織田信武
- 生母不明の子女
  - 男子：長八
  - 三男：織田長清 - 織田長明の養子
  - 男子：鍋千代
  - 五男：織田長晴
  - 女子：妙眼院 - 加藤泰觚正室
  - 女子：松平正久正室
  - 女子：土方豊高正室
  - 女子：五辻英仲室
  - 女子：皆川重幸室
  - 女子：秋月種封正室